# Joyeuse (gemeente)
Joyeuse is een gemeente in het Franse departement Ardèche (regio Auvergne-Rhône-Alpes). De plaats maakt deel uit van het arrondissement Largentière. Het was tot 2015 de hoofdplaats van het kanton Joyeuse, maar bevindt zich sindsdien in het Kanton Les Vans. Joyeuse telde op 1 januari 2022 1.760 inwoners.
Het is een drukbezocht toeristisch centrum in de Ardèche. De gemeente zou zijn naam danken aan het zwaard Joyeuse.

## Geografie
De oppervlakte van Joyeuse bedroeg op 1 januari 2022 13,04 vierkante kilometer; de bevolkingsdichtheid was toen 135 inwoners per km².
De onderstaande kaart toont de ligging van Joyeuse met de belangrijkste infrastructuur en aangrenzende gemeenten.

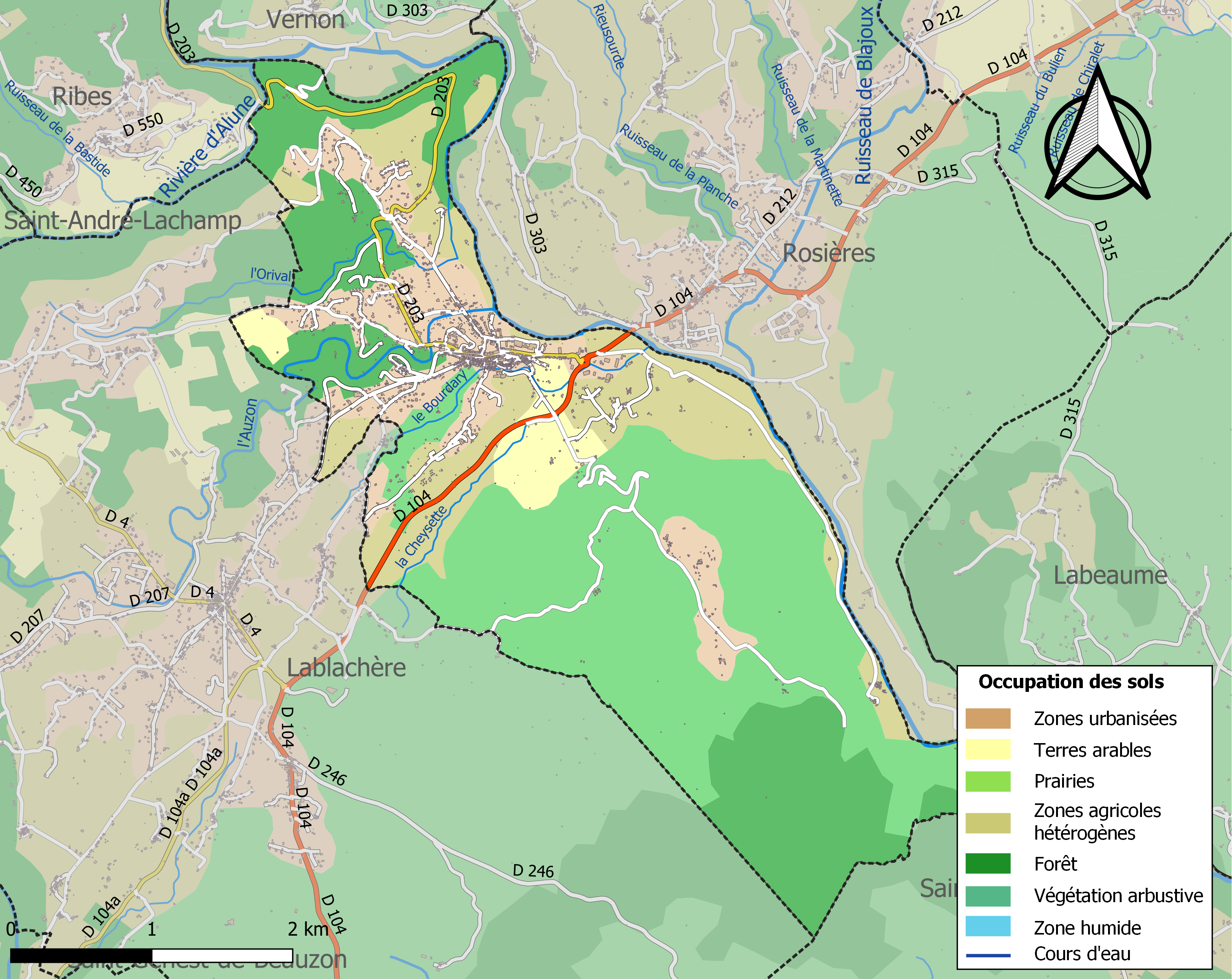

## Demografie
Onderstaande figuur toont het verloop van het inwonertal (bron: INSEE-tellingen).

Vanwege een beveiligingsprobleem met de MediaWiki Graph-software is het momenteel niet mogelijk deze grafiek weer te geven. Zodra de software is bijgewerkt zal de grafiek vanzelf weer zichtbaar worden.

## Bezienswaardigheden
De gemeente heeft een rijk cultureel en historisch patrimonium.
- Het kasteel in renaissancestijl dateert uit het begin van de 16de eeuw, en werd gebouwd op de fundamenten van een middeleeuws kasteel.
- De Tour de la Recluse is nog goed bewaard en werd het symbool van de stad. Het bevond zich aan de buitenkant van de stadswallen. Er zou hier een kluizenaar geleefd hebben in vrijwillig isolement en afhankelijk van de liefdadigheid van de medemensen.  Onder het plein bij deze toren bevindt zich een groot reservoir van drinkbaar water, gebouwd in het midden van de 19de eeuw. Het bediende alle openbare fonteinen in de gemeente.
- La Castellane : een huis in renaissancestijl dat nu het toerismebureau huisvest.
- Hôtel de Montravel: dit Monument historique werd gebouwd tussen de 12de en de 14de eeuw. De voorgevel dateert van 1775.  Het huisvest nu het museum van de karikatuur "Maison de la Caricature et du Dessin d'Humour".
- Collège des Oratoriens: dit voormalig college van de Oratorianen werd gebouwd in 1617 en werd afgeschaft, tijdens de Franse Revolutie,  in 1781. Het is gelegen naast de kerk en huisvest nu het museum der kastanjebewerking "Le Musée de la Châtaigneraie", getuige van de eeuwenoude band tussen inwoners van de Cevennen en de kastanjeboom, die hier massaal werd aangeplant vanaf het begin van de 14de eeuw. In tijden van hongersnood werd deze boom de "broodboom", doordat de kastanjes de bevolking hielp overleven. Op het einde van de 19de eeuw gebeurde er massale ontbossing omwille van de tannine die men uit deze bomen kon halen.
- Kerk Saint-Pierre de Joyeuse, herbouwd in 1669 op de overblijfselen van een kapel daterend uit de 11de eeuw. Het interieur werd in 1840 versierd in de stijl van de Sulpicianen en gerestaureerd in een soberder versie in 1965.
- Oorlogsmonument uit 1925 door Gaston Dintrat (1889-1964), een kunstenaar uit Valence. Het is een der zeldzame pacifistische oorlogsmonumenten in Frankrijk en beroerde indertijd de gemoederen tot in het Frans parlement.
- Le Goulajous des Endettés, woord afgeleid van het Occitaans "lo golatjou", is een nauwe en overdekte doorgang vanaf de Grand' rue naar de benedenstad. Het bekwam zijn naam "endettés" (schuldenaars) omdat hierlangs de mensen de handelaars konden vermijden bij wie ze schulden hadden.
- De stadswallen werden voor het eerst genoemd in een document uit 1357. In de loop van de 19de eeuw werden er huizen tegenaan gebouwd.

## Gastronomie
De oorsprong van de macaron van Joyeuse gaat, volgens de traditie, terug tot het huwelijk in 1581 van Anne de Joyeuse, hertog van Joyeuse, met Marguerite de Lorraine. Het schuimpje wordt handmatig bereid op basis van amandelen, nootjes, poedersuiker, eiwit en bloem. Het wordt dan gebakken op een specifieke, maar geheime, wijze waardoor het knapperig wordt en zijn typische smaak verwerft.